# Oakes Ames
Oakes Ames (26 de septiembre de 1874-28 de abril de 1950) fue un biólogo estadounidense especializado en orquídeas. Su propiedad de campo (640 ha) es ahora el "Parque Estatal Borderland" en Massachusetts.
Nace en una familia rica de "North Easton", Massachusetts, hijo menor del Gobernador Oliver Ames. A sus quince, colecta sus primeras orquídeas en Easton. Fue educado en la Universidad Harvard, recibiendo su A.B. en 1898 y su A.M. en 1899.
Se casa con Blanche Ames (no pariente) en 1900, (nombre de casada "Blanche Ames Ames").
Transcurrió toda su carrera profesional en Harvard. Fue administrador, Director Asistente (1899-1909), Director del Jardín Botánico (1909-1922); Curador (1923-1927), Supervisor (1927-1937), Director (1937-1945), y Director Asociado del Museo Botánico (1945-1950); Catedrático de la División de Biología (1926-1935) y del Concejo de Colecciones Botánicas, Supervisor del laboratorio Biológico, el Jardín Atkins en Cuba, y del "Arnold Arboretum" (1927-1935). Como docente, fue instructor en botánica (1900-1910), profesor asociado de botánica (1915-1926), profesor de botánica (1926-1932) y profesor Arnold de botánica (1932-1935). De 1935 a 1941 fue profesor investigador en botánica.
Antes de Ames, las Orchidaceae estaban muy poco estudiadas y clasificadas. Hizo expediciones a la Florida, Caribe, Filipinas, Centro y Sudamérica, con su mujer, creando ilustraciones científicamente seguras de la flora catalogada. Su obra se publica en siete volúmenes Orchidicae: Ilustraciones y Estudios de la Familia Orchidicae. También desarrollaron las "tarjetas Ames", ilustrando las relaciones filogenéticas de las plantas útiles, que aún se usa.
Ames crea un extenso herbario de orquídeas, con biblioteca, fotos, pinturas, que da a Harvard en 1938. En 2008, el Herbario de Orquídeas de Oakes Ames contiene 131000 especímenes, más de 3000 flores en glicerina, 4.000 encurtidos, y centenares de dibujos. Su Biblioteca de 5.000 libros, reimpresos, y journales.